# オール'55
「オール'55」（Ol' '55）は、トム・ウェイツが作詞作曲し1973年に発表した楽曲。
1972年春、ジェリー・イェスターのプロデュースの下、アルバム『クロージング・タイム』のための録音が行われた。レコーディングの大半はロサンゼルスのサンセット・サウンド・レコーダーズで行われた（タイトル・トラックの「クロージング・タイム」はユナイテッド・ウェスタン・レコーダーズで録音された）。「オール'55」はウェイツのデビュー・シングルとして選ばれ、1973年1月に発売された。バッキング・ボーカルは、アルバムにドラマーとして参加したジョン・サイター。

## イーグルスのバージョン
アサイラム・レコードのデヴィッド・ゲフィンはトム・ウェイツのデモ・テープをグレン・フライに聴かせた。フライは「オール'55」を特に気に入り、ドン・ヘンリーにボーカルを分け合って歌うことを提案した。イーグルスの3枚目のアルバム『オン・ザ・ボーダー』（1974年）に収録され、シングル「我が愛の至上」のB面にも収録された。「懐かしき '55年」という邦題が付けられた。ペダル・スティール・ギターはアル・パーキンズ。

## その他のカバー・バージョン
- イアン・マシューズ - 1974年のアルバム『Some Days You Eat the Bear』に収録。
- エリック・アンダーソン - 1975年のアルバム『Be True To You』に収録。
- リッチー・ヘブンス - 1980年のアルバム『Connections』に収録。
- サラ・マクラクラン - 1994年のアルバム『The Freedom Sessions』に収録。
- デイヴ・アルヴィン - 1995年のトリビュート・アルバム『Step Right Up - The Songs of Tom Waits』に収録。
- ケーズ・チョイス - 1996年のシングル「Dad」に収録。
- リサ・バッセンジ・トリオ - 2002年のアルバム『A Sigh, A Song』に収録。
- サス・ジョーダン - 2009年のアルバム『From Dusk 'Til Dawn』に収録。
- 綾戸智恵 - 2011年のアルバム『Prayer』に収録。
- マリッサ・マルダー - 2013年のアルバム『Tom... in His Words』に収録。
- 北田麗奈 - 2017年のアルバム『8 rue Muller, Paris XVIII iéme』に収録。
- 竹内まりや - 2019年10月のシングル「旅のつづき」に収録。演奏とアレンジはセンチメンタル・シティ・ロマンス[5]。
- シェルビー・リン&アリソン・ムーラー - 2019年11月のトリビュート・アルバム『Come On Up to the House: Women Sing Waits』に収録。